# Medal of Honor: Warfighter
Medal of Honor: Warfighter är ett datorspel i förstapersonsskjutargenren och en del Medal of Honorserien, utvecklat av Danger Close som är en del av EA Los Angeles. Spelet annonserades ut på dess officiella hemsida den 23 februari 2012, och gavs ut den 25 oktober 2012.

## Gameplay
Både multiplayer och singleplayerläget använder sig av  DICEs Frostbite 2 motor (samma som används i Battlefield 3). I Medal of Honor: Warfighter kommer man ha möjlighet att spela som sex olika klasser, dessa är: Assault, Sniper, Demolitions, Point Man, Heavy Gunner, och Spec Ops.

## Multiplayer
Danger Close och DICE samarbetade med utvecklingen av multiplayer-läget i Medal of Honor (2010). Denna gång utvecklade man spelet själv med hjälp av DICE:s Frostbite 2 spelmotor. Man kan spela som 12 olika specialsoldater från 10 länders specialförband:
| Land           | Spelbar(a) förband                     |
| -------------- | -------------------------------------- |
| Australien     | SASR                                   |
| Kanada         | JTF2                                   |
| Tyskland       | KSK                                    |
| Norge          | FSK/HJK                                |
| Polen          | GROM                                   |
| Ryssland       | Gruppa Alfa                            |
| Sydkorea       | UDT/SEALs                              |
| Sverige        | SOG                                    |
| Storbritannien | SAS                                    |
| USA            | SEALs, SFOD-D, eller OGA (CIA SAD/SOG) |

## Sverige i spelet
SOG (Särskilda operationsgruppen) är det specialförband som representerar Sverige i Medal of Honor: Warfighter.
Särskilda operationsgruppen är en nationell strategisk resurs som leds av försvarsmaktens insatschef. Soldaterna är särskilt uttagna, utbildade och utrustade för uppgifter som de konventionella förbanden av olika skäl inte kan lösa. Uppgifterna kan till exempel vara att rädda svenska medborgare i internationell tjänst eller att bedriva kvalificerad underrättelseinhämtning.
Särskilda operationsgruppens vanligaste uppdrag är att verka inom multinationella insatser. Där specialförbandssystemet ska kunna bidra med en behovssammansatt grupp, en så kallad Special Operations Task Group. Vilket även innefattar de särskilt uttagna, utbildade och utrustade stödjande enheterna för luft- och sjötransporter, tekniskt stöd, logistik och sjukvård.  Gruppen ska lösa tre primära uppgifter: strid, underrättelseinhämtning och militärt stöd.
Insatsstyrkans sammansättning beror på vilken eller vilka uppgifter som ska lösas. Det innebär att soldaterna måste kunna uppträda i sammansättningar från 2 man till större specialoperationsstyrkor. På grund av de uppgifter som specialförbanden ska kunna lösa krävs en hög beredskap, noggrant utvald personal och en utrustning som är anpassad för uppgiften, av mycket hög kvalitet.

Försvarsmaktens specialförband.

## Utveckling
I förpackningen till Battlefield 3 låg det med en hint om Medal of Honor. I samband med släppet av Battlefield 3 så gick den 24 oktober 2011 Greg Goodrich (Executive Producer på Danger Close Games) ut i Medal of Honor bloggen och meddelade att Danger Close arbetar med nästa Medal of Honor titel.